# Ayoub Lyanga
Reuben Ayoub Lyanga (ur. 23 marca 1998 w Moshi) – tanzański piłkarz grający na pozycji ofensywnego pomocnika. Od 2020 jest zawodnikiem klubu Azam FC.

## Kariera klubowa
Swoją karierę piłkarską Lyanga rozpoczął w klubie Panone FC. W sezonie 2015/2016 zadebiutował w jego barwach w drugiej lidze tanzańskiej. W sezonie 2016/2017 grał w African Sports, a w latach 2017-2018 był zawodnikiem zambijskiego Zanaco FC. W sezonie 2017 zdobył z nim Puchar Zambii. W latach 2018–2020 występował w Coastal Union FC. W 2020 przeszedł do Azam FC.

## Kariera reprezentacyjna
W reprezentacji Tanzanii Lyanga zadebiutował 28 lipca 2019 w zremisowanym 0:0 meczu Mistrzostw Narodów Afryki 2020 z Kenią, rozegranym w Dar es Salaam.